# Jakub Duchnik
Jakub Duchnik – żyjący na przełomie XVI i XVII wieku burmistrz, rajca i ławnik kielecki.
Dwukrotnie – w 1591 i 1597 roku – wzmiankowany był jako ławnik. Kilkukrotnie pełnił także funkcję rajcy (1602, 1605–1607 i 1614). W 1605 i 1610 notowany jako burmistrz kielecki. W 1613 roku pozostawał w konflikcie z Pawłem Miklaszewskim, ze względu na to, że służący Miklaszewskiego zabili Jana – jego brata. W kolejnym sporze, tym razem z wikarymi, w 1620 – o niepłacenie rat z 300 złotych, które zostały pożyczone i zabezpieczone na jego dobrach. W 1629 wstąpił do Bractwa Różańcowego, pozostając jego członkiem przez następnych pięć lat. Wielokrotnie był świadkiem na ślubach mieszczan. Żonaty z Elżbietą, miał dwóch synów i córkę.